# Ziggy Stardust: The Motion Picture
Ziggy Stardust: The Motion Picture — концертный альбом Дэвида Боуи, саундтрек к одноименному документальному фильму. Музыка была записана на шоу в Hammersmith Odeon 3 июля 1973 года, но лейбл RCA Records выпустил пластинку лишь в 1983 году. До этого альбом существовал в виде аудио-бутлега, в частности, известный под названием His Masters Voice — Bowie and the Spiders From Mars' Last Stand.
Записью в альбоме стало финальное шоу, которое Боуи исполнял в амплуа Зигги Стардаста. Как раз перед заключительной песней Боуи объявил: «Из всех шоу этого тура, это шоу особенное и останется с нами дольше всех, потому что это не только последнее шоу тура, это — последнее шоу, которое мы будем когда-либо делать. Спасибо». Многие из зрителей действительно полагали, что Боуи принял решение покинуть музыкальную сцену.

## Производство
Донн Алан Пеннибэйкер снял этот концерт, и RCA записала его с намерением выпустить концертный альбом. Однако проект был отложен по нескольким причинам, среди которых было желание Боуи оставить Зигги позади и низкое качество записей. Думая о том, что RCA рано или поздно выпустит этот материал, Дэвид Боуи и его продюсер Тони Висконти замиксовали записи в 1981 году. Эта работа подверглась жесткой критике, хотя Висконти описывает её как «скорее спасательную работу, чем художественное произведение», учитывая состояние исходного материала.
Альбом был выпущен в октябре 1983 года в качестве саундтрека к документальному фильму Донна Пеннибейкера. Из-за ограничений формата записи LP в альбоме были опущены, сокращены или изменён порядок некоторых элементов. Трек «White Light/White Heat» был выпущен как сингл в ноябре.

## Список композиций
Все песни написаны Дэвидом Боуи, за исключением отмеченных.
1. «Hang on to Yourself» – 2:55
2. «Ziggy Stardust» – 3:09
3. «Watch That Man» – 4:10
4. «Wild Eyed Boy From Freecloud» – 3:17
5. «All the Young Dudes/Oh! You Pretty Things» – 3:18
6. «Moonage Daydream» – 6:17
7. «Space Oddity» – 4:49
8. «My Death» (Жак Брель, Морт Шуман) – 5:45
9. «Cracked Actor» – 2:52
10. «Time» – 5:12
11. «Width of a Circle» – 9:35
12. «Changes» – 3:35
13. «Let's Spend the Night Together» (Мик Джаггер, Кит Ричардс) – 3:09
14. «Suffragette City» – 3:02
15. «White Light/White Heat» (Лу Рид) – 4:06
16. «Rock 'n' Roll Suicide» – 4:20

### 30th Anniversary (двухдисковое юбилейное переиздание) (2003)

#### Диск 1
1. «Intro» (включает также девятую симфонию Бетховена - аранжировка и исполнение Венди Карлоса) (Людвиг ван Бетховен) – 1:05
2. «Hang on to Yourself» – 2:55
3. «Ziggy Stardust» – 3:19
4. «Watch That Man» – 4:14
5. «Wild Eyed Boy From Freecloud» – 3:15
6. «All the Young Dudes» – 1:38
7. «Oh! You Pretty Things» – 1:46
8. «Moonage Daydream» – 6:25
9. «Changes» – 3:36
10. «Space Oddity» – 5:05
11. «My Death» (Жак Брель, Морт Шуман) – 7:20

#### Диск 2
1. «Intro» (включает также William Tell Overture) (Джоакинно Россини) – 1:01
2. «Cracked Actor» – 3:03
3. «Time» – 5:31
4. «The Width of a Circle» – 15:45
5. «Let's Spend the Night Together» (Мик Джаггер, Кит Ричардс) – 3:02
6. «Suffragette City» – 4:32
7. «White Light/White Heat» (Лу Рид) – 4:01
8. «Farewell Speech» – 0:39
9. «Rock 'n' Roll Suicide» – 5:17

## Участники записи

### Музыканты
- Дэвид Боуи – гитара, вокал, саксофон, губная гармоника
- Мик Ронсон – соло-гитара, бас, бэк-вокал
- Тревор Болдер – бас
- Мик Вудмэнси – ударные
- Майк Гарсон – фортепиано, меллотрон, орган
- Кен Фордхэм – альт, тенор и баритон саксофоны
- Джон Хатчинсон – ритм-гитара, бэк-вокал
- Брайан Уилшоу – тенор саксофон, флейта
- Уоррен Пис – бэк-вокал, перкуссия

### Технический персонал
- Дэвид Боуи, Майк Моран – продюсирование и микширование концертной записи
- Кен Скотт – звукоинженер
- Дэвид Боуи, Тони Висконти, Брюс Тергесон – микширование (2003)

## Хит-парады

### Альбом
| Год  | Хит-парад            | Высшая позиция |
| ---- | -------------------- | -------------- |
| 1983 | UK Albums Chart      | 17             |
| 1983 | Billboard Pop Albums | 89             |